# 81Keys
81Keysは、台湾のWayi International Digital Entertainmentが開発したファンタジーMMORPGである。日本では2010年5月19日から2012年1月26日までの間株式会社WeMade Onlineが運営していた。
| スタブアイコン | サブスタブ | この項目は、まだ閲覧者の調べものの参照としては役立たない、コンピュータゲームに関連した書きかけの項目です。この項目を加筆・訂正などしてくださる協力者を求めています（P:コンピュータゲーム/PJ:コンピュータゲーム）。 |